# Amaranthus polygonoides
El bledo de olor de clavo o amaranto tropical (Amaranthus polygonoides) es una especie de planta perteneciente a la familia Amaranthaceae.

## Taxonomía
Amaranthus blitum fue descrita por el científico, naturalista, botánico y zoólogo sueco Carlos Linneo y publicada en Plantarum Jamaicensium Pugillus  27. 1759.
Sinonimia
- Albersia polygonoides (L.) Kunth
- Amaranthus berlandieri (Moq.) Uline & W.L.Bray
- Amaranthus polygonoides subsp. berlandieri (Moq.) Thell.
- Amaranthus taishanensis F.Z.Li & C.K.Ni
- Amaranthus verticillatus Pav. ex Moq. [Invalid]
- Amblogyna polygonoides (L.) Raf.
- Euxolus polygonoides Nakai
- Glomeraria polygonoides (L.) Cav.
- Roemeria polygonoides (L.) Moench
- Sarratia berlandieri Moq.
- Sarratia polygonoides (L.) Moq.[3]